# 황도대

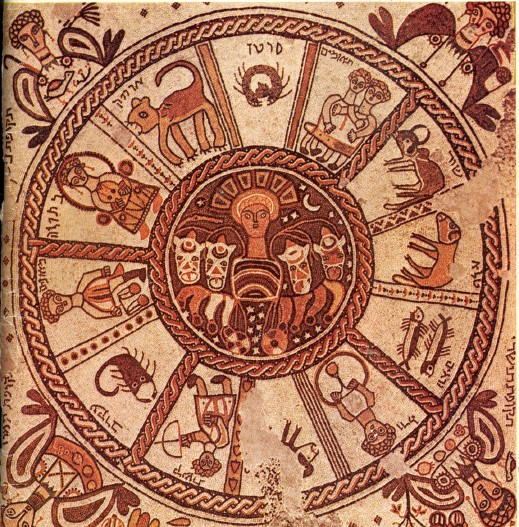
황도대의 원: 유대교 회당에 있는 이 6세기의 모자이크로 포장한 바닥은 그리스-비잔티움의 요소가 혼합되어 있다. 이스라엘, 베이트 알파.

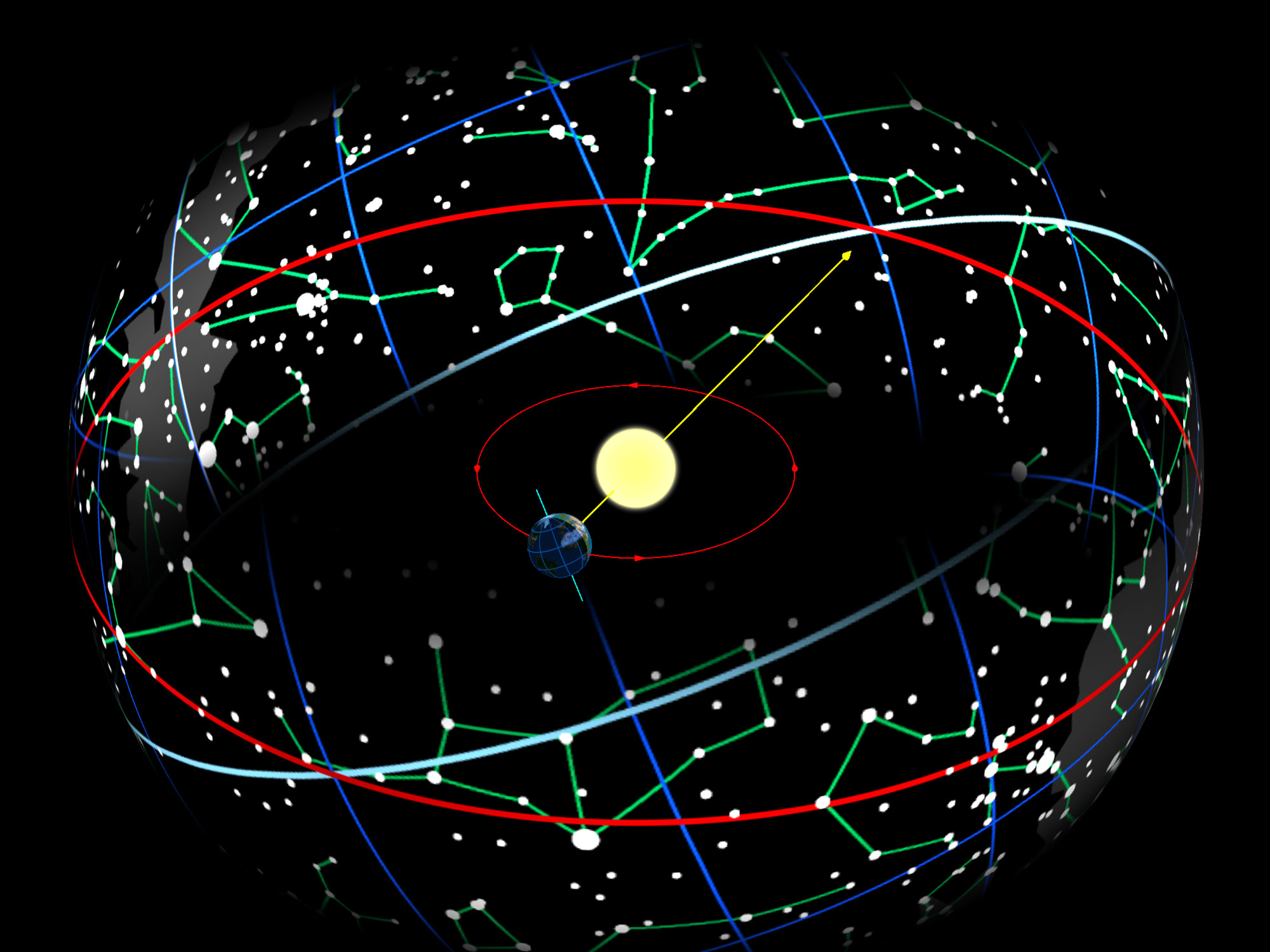
태양을 공전하는 궤도에 있는 지구는 천구에서 태양이 주야평분선(청백색 선)에 대하여 기울어져 있는 황도(붉은색 선)을 따라 움직이는 것으로 보이게 만든다.

황도대(黃道帶, 영어: zodiac, 그리스어: ζῳδιακός, 조디아코스)는 점성술과 역사적 천문학 모두에서, 한 해 동안에 천구를 가로지르는 태양의 외견상 경로인 황도를 중심으로 하는 천체 경도의 30°씩의 구간들의 원이다. 천구의 위도에서 측정될 때, 달과 가시적 행성의 경로 또한 황도의 남쪽이나 북쪽으로 8~9° 범위인 황도대의 띠 내에서 황도와 가깝게 유지된다. 역사적으로, 이 열두 구간은 별자리라고 불린다. 기본적으로, 황도대는 황도를 황위의 원점으로 하고 춘분점에 있는 태양의 위치를 황경의 원점으로 하는 천구 좌표계 또는 더 분명히는 황도 좌표계이다.

## 사용
황도대는 칼데아 시대(기원전 1세기 중반) 바빌로니아 점성술로부터 파생된 헬레니즘 점성술에 근거하여 즉, 황도를 따라 지나는 항성의 목록에 대한 보다 이른 체계에서부터 유래되어 로마 시대부터 사용되어오고 있다. 황도대의 구조는 프톨레마이오스의 알마게스트(2세기)에 묘사되어 있다.
zodiac(조디악)이라는 용어는 그리스어로 ζῷον (조이온) "동물"의 지소사 ζῴδιον(조디온)에서 파생된 "동물들의 원"을 뜻하는 그리스어 ζῳδιακὸς κύκλος(조디아코스 쿠클로스)에서 유래한 라틴어 zōdiacus(조디아쿠스)에서 파생되었다. 이 이름은 고대 그리스 황도대의 별자리의 절반이 동물들로 (그외 두 개는 신화의 잡종으로) 표현되었다는 사실에 이유가 있다.
황도대(조디악)의 용어는 황도로부터 위아래로 약 8도에 해당하는 행성의 경로를 포함하는 천구의 부분을 말하기도 한다. 특정 행성의 황도대는 그 천체의 경로를 내포하는 띠이다. 예를 들어, "달의 황도대"는 황도의 위아래로 5도인 띠이다. 더 나아가, "혜성의 황도대"는 대부분의 주기 혜성의 경로를 포함하는 띠이다.

## 역사

### 초기
황도대의 별자리로 황도를 분할한 것은 기원전 제1천년기의 전반기 동안에, 아마도 메디아와 신바빌로니아 시대(기원전 7세기)의 바빌로니아(칼데아)의 천문학에 기원이 있는 듯하다. 고대의 황도대는 기원전 1000년경에 제작된 물.아핀이라는 목록의 개량형이다. 몇몇 별자리는 더 이르게는 청동기 시대(구바빌로니아)의 자료까지 거슬러 올라가는데, 그것은 별자리 중에서도 "위대한 쌍둥이"를 뜻하는 마스.탑바.갈.갈에서 유래한 "쌍둥이"의 쌍아궁과 "가재"를 뜻하는 알.룰에서 파생된 "게"의 거해궁을 포함한다.
기원전 제1천년기 동안의 어느 국면에 바빌로니아의 천문학자들은 알려진 최초의 천체의 좌표 체계를 만들기 위해서 황도대를 천구 경도의 균일한 열두 구간으로 분할했다.: 그 좌표계는 (적도 좌표계와 같은) 현대의 좌표계에 비해 몇 가지 잇점을 가지고 있다. 기원전 7세기에 그것이 사용된 바빌로니아 달력은 각각의 달에 별자리에 할당했는데, 그 당시의 별자리는 양자리("양자리의 시대")로 묘사된 춘분점에 있는 태양의 위치에서 시작했고, 그런 까닭에 그 첫 번째 별자리는 춘분점이 지구의 자전축의 느린 세차운동으로 인해 양자리 성좌로부터 멀어진 후에도 여전히 백양궁이라고 불린다.
황도대의 분할은 각각 30º씩의 균등한 호로 이루어졌기 때문에, 그들은 행성의 경도를 예측하는데 기준이 되는 이상적인 체계를 성립시킬 수 있었다. 그러나, 바빌로니아의 관찰적인 측정 기법은 발전의 기초 단계에 있었고, 하늘에 있는 황도대의 별자리 사이의 경계선을 정확한 방법으로 규정짓는 것은 아마도 그들의 능력 밖에 있었던 것 같다. 그런 까닭에, 황도 좌표계 내에 있는 행성의 위치를 파악하는데 도움이 될 수 있도록 황도와 (±9º로) 가까이 있는 항성을 일련의 관찰적 기준점으로 사용할 필요가 있었다. 황도대의 성좌는 별자리와 성군의 이름이 부되었고, 그 이름과 유사한 의미로 연관될 수 있었다. 그러므로, 그것의 개념상의 기원에도 불구하고, 바빌로니아의 황도대는 항성황도대가 되었다.
바빌로니아 천문 일지에서, 일반적으로 행성의 위치는 단 하나의 별자리에 대하여 그 별자리 내에서의 보다 작은 특정 도수가 부여되었다. 그들은 경도의 도수를 부여하는데 있어서, 연속되는 360º의 황도에 관해서가 아닌 황도대 별자리의 30º에 관해서 표현했다. 그들의 수학적인 천문력의 구성에 있어서, 행성의 일일 위치는 행성이 하나의 별자리에서 다음 별자리로 넘어갈 때의 날짜 만큼은 중요하지 않다.
바빌로니아 황도대의 지식은 히브리어 성경에 반영되기도 했다. E. W. 벌링거는 에제키엘서와 묵시록에서 등장하는 창조물을 황도대에서 4분원의 중간에 있는 별자리로 해석했는데, 즉, 사자를 사자궁으로, 황소를 금우궁으로, 사람은 보병궁을 표현한 것으로 그리고 독수리는 천갈궁을 표현한 것으로 해석했다. 몇몇 작가들은 열두 별자리를 이스라엘의 12지파와 연관짓는다. 어니스트 L. 마틴 등은 (민수기에서 전하는) 성막을 중심으로 하는 지파들의 배치가 황도대의 순서와 일치한다고 주장해오고 있는데, 예를 들면, 유다족과 르우벤족, 에브라임족 그리고 단족이 각각 사자궁과 보병궁, 금우궁 그리고 천갈궁을 대표한다고 한다. 이와 같은 연결은 토마스 만에 의해 그의 소설 요셉과 그의 형제들에서 야곱의 축복에 대한 해석에 있어서 황도대 별자리의 특징을 각각의 지파에 귀속시킴으로 계속되었다.

### 헬레니즘과 로마 시대

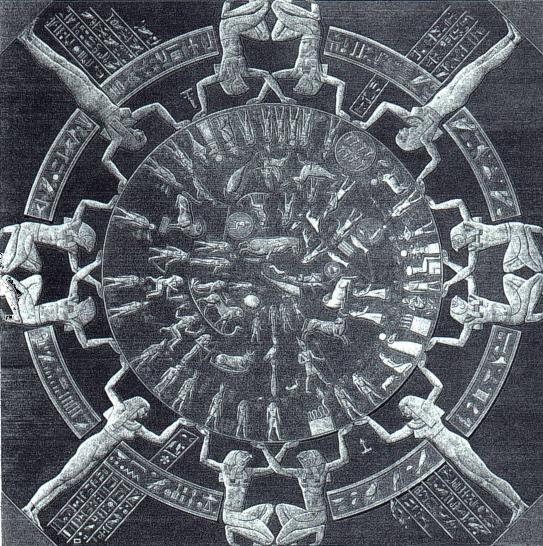
기원전 1세기의 덴데라 황도대(19세기의 판화)

바빌로니아의 항성 목록은 4세기에 크니도스의 에우독소스 등에 의하여 그리스 천문학에 등장했다. 헬레니즘 세계에서 바빌로니아 또는 칼데아는 점성술과 동일시 되었으므로, "칼데아의 지혜"는 그리스인들과 로마인들 사이에서 행성과 항성을 통한 점술의 동의어가 되었다. 헬레니즘 점성술은 바빌로니아와 이집트의 천문학에서 유래했다. 천궁도 점성술은 프톨레마이오스 이집트에 제일 처음 나타냈다. 기원전 50년경 연대를 가지는 부조 덴데라 황도대는 열두 별자리의 고전적 황도대의 알려진 최초의 묘사이다.
서양점성술의 발전에 있어서 특히 중요한 사람은 점성가이자 천문학자인 프톨레마이오스로, 그의 저서 테트라비블로스는 서양 점성술의 전통의 근간이 되었다. 그리스인들과 특히 프톨레마이오스로 인하여, 황도대의 행성과 하우스 그리고 별자리가 합리화되었고, 오늘날끼지 약간씩만 변해오고 있는 그것들의 기능이 정해졌다. 프톨레마이오스는 기원전 130년경의 분점의 세차운동의 발견 이후 3세기가 지난 기원후 2세기를 살았지만, 고정된 천체의 개념을 버리고 회귀적 좌표 체계라고 하는 것을 채택함에 따르는 문제는 무시했다.

### 힌두 황도대
힌두 황도대는 항성을 기준으로 하는 항성 황도대 좌표계를 사용한다. (메소포타미아에서 유래한) 회귀 황도대는 황도와 적도의 교차점을 기준으로 분할되는데, 그 교차점은 항성을 배경으로 72년마다 1°씩의 비율로 이동하며, 춘분점의 세차운동으로 알려진 현상을 만들어낸다. 항성황도대인 힌두 황도대는 그러한 계절적 정렬을 유지하지 않지만, 황도대의 두 가지 체계 사이에는 여전히 유사함이 존재한다. 힌두 황도대의 별자리와 그것에 상응하는 그리스식 별자리는 각각 산스크리트어와 그리스어로 되어 있어서 다르게 들리지만, 그것들의 상징은 거의 동일하다. 예를 들어 dhanu(다누)는 활을 의미하며 "궁수"인 인마궁에 해당하고, 'kumbha(쿰바)는 "물주전자"를 의미하며 "물동이를 나르는 사람"인 보병궁에 해당한다. 이러한 별자리의 유사함은 초기에 문화적 영향력이 상호교환되었을 가능성을 시사한다.

### 중세와 현대

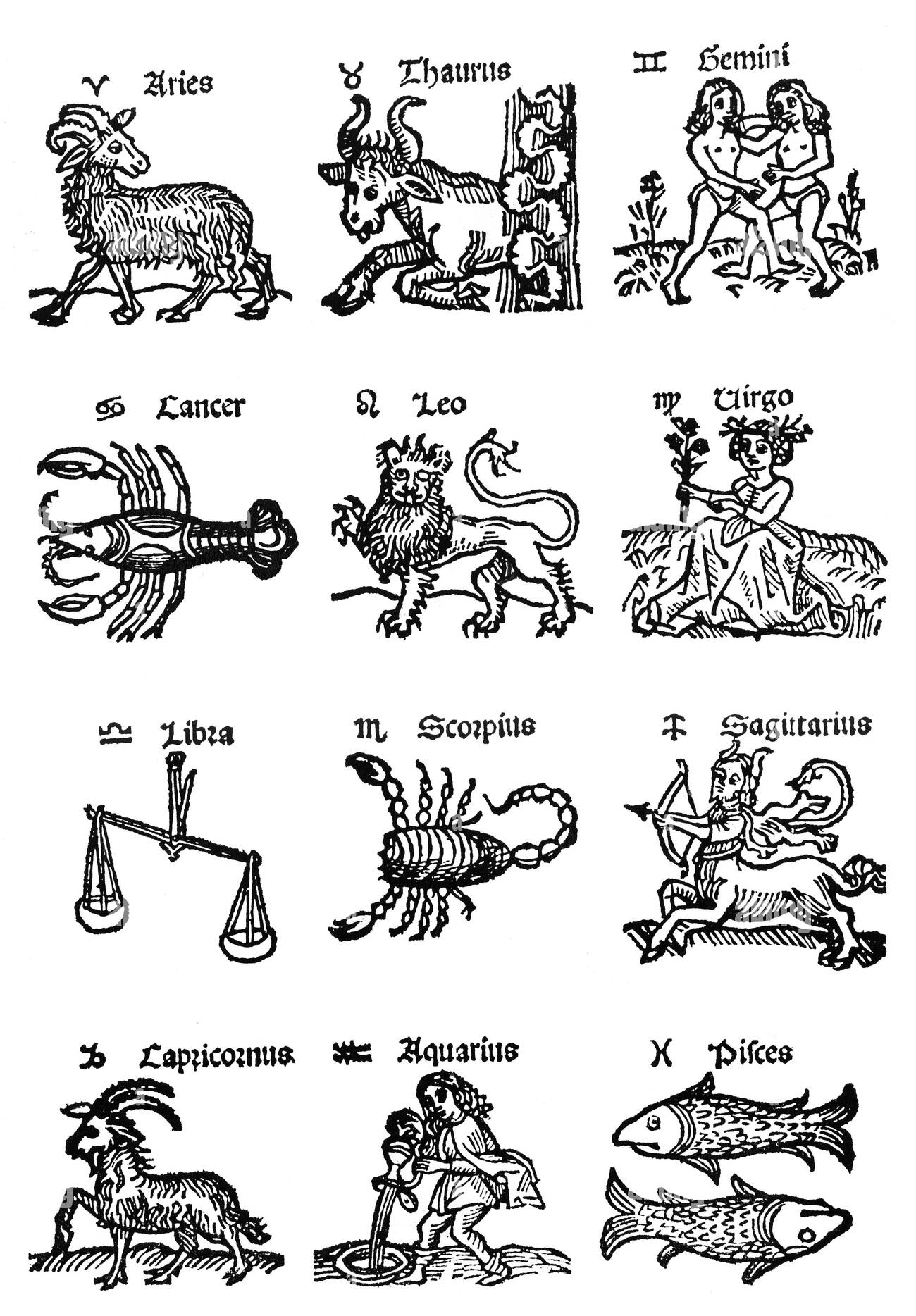
16세기의 목판화에서 표현된 황도대의 별자리

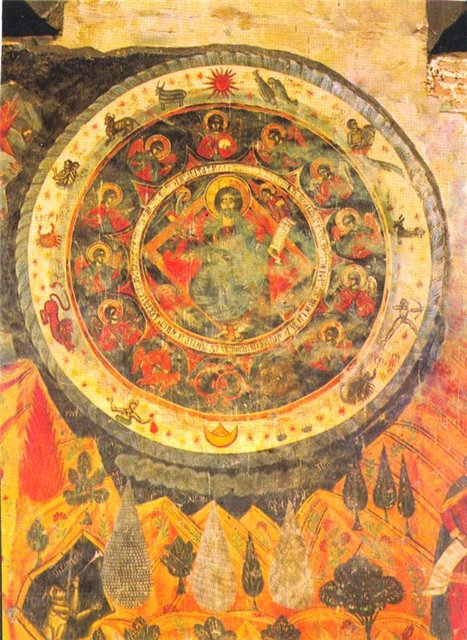
황도대 원 안에 있는 그리스도를 묘사한 조지아에 있는 삶의 기둥 대성당의 17세기 프레스코화

중세 전성기는 처음에 카발라에서 생겨난 그리스-로마 마법의 부흥을 보았고, 나중에는 르네상스 마법으로 이어졌다. 그것은 예를 들어, 세파 라지엘 하말라크황도대에서 발견된 것과 같은 주술적인 사용을 포함한다.
황도대의 기호는 헬레니즘 시대 이래로 입증된 별자리의 전통적인 회화적 표현에 대하여 근대 초기에 단순화 된 것이다. 그 기호는 기타 부호의 U+2648부터 U+2653까지의 배치로 유니코드에 포함되었다.

## 열두 별자리
이어지는 표는 양자리의 0°가 춘분점으로 알려진 현대 황도대의 (시작점의 황경이 표기되어 있는) 열두 별자리의 목록으로, 그것들의 라틴어와 그리스어, 산스크리트어 그리고 바빌로니아어 이름이 함께 표기되어 있다. (하지만, 같은 뜻의 산스크리트어와 바빌로니아어 이름은 회귀황도대의 별자리가 아니라, 항성황도대의 별자리만을 나타낸다.) 그리고, 일반적으로 여기서 "번역"의 이름이 별자리의 명칭으로 사용되는 것은 아니다. 라틴어 이름이 국제 표준으로 사용되며, 국내에서는 한국어 명칭도 사용된다.

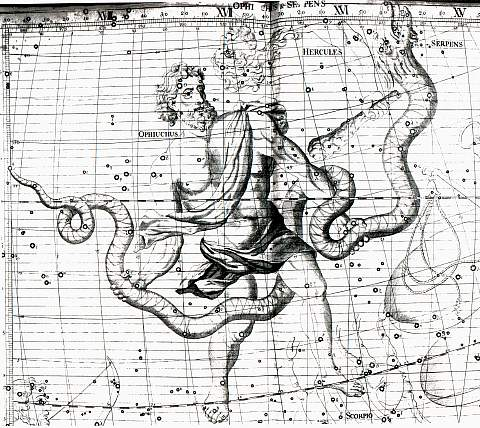
뱀주인자리의 발이 어떻게 황도를 가로지르는지를 묘사한 18세기의 항성 지도.

| 번호 | 기호  | 황경 | 한글 이름 | 라틴어 이름 | 번역                     | 그리스어 이름            | 산스크리트어 이름 | 수메르-바빌로니아어 이름                               |
| ---- | ----- | ---- | --------- | ----------- | ------------------------ | ------------------------ | ----------------- | ------------------------------------------------------ |
| 1    | ♈︎ ♈️ | 0°   | 백양궁    | Aries       | 숫양                     | Κριός (크리오스)         | 메샤 (मेष)         | 물루.훈.가 "농업 노동자", 두무지                       |
| 2    | ♉︎ ♉️ | 30°  | 금우궁    | Taurus      | 황소                     | Ταῦρος (타우로스)        | 브리사바 (वृषभ)    | 물구4.안.나 "하늘의 거세소"                            |
| 3    | ♊︎ ♊️ | 60°  | 쌍아궁    | Gemini      | 쌍둥이                   | Δίδυμοι (디두모이)       | 미투나 (मिथुन)      | 물마스.탑.바.갈.갈 "위대한 쌍둥이" (카스토르와 폴룩스) |
| 4    | ♋︎ ♋️ | 90°  | 거해궁    | Cancer      | 게                       | Καρκῖνος (카르키노스)    | 카르카타 (कर्कट)   | 물알.룰 "가재"                                         |
| 5    | ♌︎ ♌️ | 120° | 사자궁    | Leo         | 사자                     | Λέων (레온)              | 심하 (सिंह)         | 물우르.구.라 "The Lion"                                |
| 6    | ♍︎ ♍️ | 150° | 처녀궁    | Virgo       | 처녀                     | Παρθένος (파르테노스)    | 카냐 (कन्या)        | 물압.신 "고랑"; "고랑, 여신 샬라의 옥수수 이삭"        |
| 7    | ♎︎ ♎️ | 180° | 천칭궁    | Libra       | 천칭                     | Ζυγός (주고스)           | 툴라 (तुला)         | 물집.바.안.나 "천칭"                                   |
| 8    | ♏︎ ♏️ | 210° | 천갈궁    | Scorpio     | 전갈                     | Σκoρπιός (스코르피오스)  | 브르스키카 (वृश्चिक) | 물기르.탑 "전갈"                                       |
| 9    | ♐︎ ♐️ | 240° | 인마궁    | Sagittarius | (켄타우로스) 궁수        | Τοξότης (톡소테스)       | 다누사 (धनुष)      | 물파빌사그, 네두 "군인"                                |
| 10   | ♑︎ ♑️ | 270° | 마갈궁    | Capricorn   | "뿔달린 염소" (바다염소) | Αἰγόκερως (아이고케로스) | 마카라 (मकर)      | 물수후르.마스 엔키의 "염소물고기"                      |
| 11   | ♒︎ ♒️ | 300° | 보병궁    | Aquarius    | 물동이 운반인            | Ὑδροχόος (우드로코스)    | 쿰바 (कुम्भ)        | 물구.라 "위대한 사람", 후일 카 "물주전자"              |
| 12   | ♓︎ ♓️ | 330° | 쌍어궁    | Pisces      | 물고기                   | Ἰχθύες (익수에스)        | 미나 (मीन)         | 물심.마흐 "제비 꼬리", 후일 두.누.누 "물고기줄"        |

## 황도대적 성좌
황도대적(黄道带的, Zodiacal) 또는 점성술의 별자리(宮, signs)와 그것들과 연관되는 천문학의 별자리 또는 성좌(星座 , constellations)를 구분 구별하는 것은 중요한데, 왜냐하면, 분점의 세차운동으로 인한 그 둘 서로의 경도 편차 때문만 아니라, 다양한 형상과 형태로 관찰되는 그것들의 본래의 물리적 별자리가 황도에서 다양한 너비를 차지하고 있기 때문이기도 하다. 예를 들어, 처녀자리는 전갈자리보다 다섯 배 많은 황도의 경도를 차지하고 있다. 다른 한편으로는, 황도대적 별자리는 물리적 별자리로부터 분리된 추상 개념으로써 완전한 주기에서 각각 정확히 1/12씩을 또는 태양이 횡단하는 30.4일씩의 경도를 상징하는데 뜻을 두고 있다.
행성들의 경로가 닿아 있는 몇 개의 준황도대적(準黄道带的, parazodiacal) 성좌도 있다. 물.아핀은 오리온자리와 페르세우스자리, 마차부자리 그리고 안드로메다자리를 열거한다. 게다가, 몇개의 별자리는 황도대의 별자리와 신화적으로 연관된다.: 남쪽물고기자리인 피스키스 아우스트리누스는 물병자리와 접해있다. 고대의 항성 지도에서, 그것은 물병자리의 주전자에서 흘러나오는 물을 마셔버리지만, 아마도 과거에 그것은 거기에서 헤엄치고 있었던 듯싶다. 독수리자리인 아퀼라는 어쩌면 그것의 주요 항성인 알타이르 덕분에 황도대와 연관되는지도 모른다. 초기 청동기 시대에 바다뱀자리는 천구의 적도를 표시했고 사자자리와 연관되었는데, 덴데라 황도대에서는 그것이 그 뱀 위에 서 있는 것으로 보인다. 까마귀자리는 불가사의하게 바다뱀자리의 꼬리에 앉아 있는 까마귀 또는 큰까마귀이다.
1930년에 국제천문연맹(International Astronomical Union:IAU)에 의해 재정의된 별자리의 경계로 인하여, 황도의 경로는 현재 공식적으로 열세 개의 별자리를 통해 지난다.: 전통적인 열두 개의 '황도대 성좌'에다 뱀주인자리가 더해졌는데, 그것의 아랫부분이 전갈자리와 사수자리 사이에 끼워져 있다. 뱀주인자리는 고대에도 별자리로 인정되었는데, 클라우디오스 프톨레마이오스의 알마게스트에 다른 것과와 마찬가지로 수록되어 있지만, 역사적으로 황도대라 불리지는 못하였다.
1970년대에 뱀주인자리를 황도대의 별자리로 묘사했지만, 그러기에는 기술적인 부정확성이 있었다. 영국 왕립 천문학회가 추가적 별자리를 고지했다는 BBC 9시 뉴스의 보도에 이어, 1995년 1월 20일에 그것은 저명한 언론의 집중보도를 이끌어 냈다. 그 이야기의 출처에 대한 조사는 그와 같은 고지는 없었고, 그 보도는 단지 (아마도 방영 예정이었던 BBC의 천문학 프로그램의 시청을 촉진하기 위한 목적으로,) 지정된 황도적 별자리의 개수를 수정했다는 IAU의 결정에 대한 67년이나 된 뉴스가 과장되었을 뿐임을 드러냈다. 열세 개의 황도적 별자리에 대한 천문학의 불규칙한 경계 설정이 황도대적 별자리로의 동등한 간격의 열두 부분의 황도상 경도 분할로써 규정되는 기준에 대해서 분리된 구조와는 관계가 없음을 판명하는 것의 실패로 인하여, 뱀주인자리가 점성학적 별자리를 구성한다는 주장이 대중매체에서 간헐적으로 재조명된다.

## 날짜표
이어지는 표는 그레고리력으로 태양이 들어가는 날짜를 비교한다.
- 프톨레마이오스식 회귀 황도대
- 힌두식 항성 황도대 체계
- 1930년 국제천문연맹에 의해 정의된 성좌의 경계를 지닌, 점성술의 별자리와 같은 이름의 천문학의 성좌

양자리의 이론적 시작은 춘분의 순간이며, 이에 따라서 다른 기간들도 이동되었다. 그레고리력은 태양년에 관해서 보정되므로, 그레고리력의 정확한 날짜와 시간은 매년마다 조금씩 변화된다. 그러한 변화는 1797년부터 2043년까지 언제나 3월 20일이나 21일이 되는, 그 과거의 해였던 1796년과 그 미래의 해가 될 2044년에는 3월 19일이 되는 가까운 과거와 미래의 세계시 춘분에서 이틀 이내의 차이가 유지된다.
| 점성술의 별자리 | 점성술의 별자리 | 점성술의 별자리       | 점성술의 별자리       | 천문학의 별자리 | 천문학의 별자리       | 천문학의 별자리 | 천문학의 별자리     |
| 이름            | 기호            | 회귀 황도대 (2011년)  | 항성 황도대 (2011년)  | 이름            | IAU의 경계            | 태양의 머무름   | 가장 밝은 항성      |
| --------------- | --------------- | --------------------- | --------------------- | --------------- | --------------------- | --------------- | ------------------- |
| 백양궁          | 양자리          | 3월 21일 ~ 4월 19일   | 4월 15일 ~ 5월 15일   | 양자리          | 4월 19일 ~ 5월 13일   | 25일            | 하말                |
| 금우궁          | 황소자리        | 4월 20일 ~ 5월 20일   | 5월 16일 ~ 6월 15일   | 황소자리        | 5월 14일 ~ 6월 19일   | 37일            | 알데바란            |
| 쌍아궁          | 쌍둥이자리      | 5월 21일 ~ 6월 21일   | 6월 16일 ~ 7월 15일   | 쌍둥이자리      | 6월 20일 ~ 7월 20일   | 31일            | 폴룩스              |
| 거해궁          | 게자리          | 6월 22일 ~ 7월 22일   | 7월 16일 ~ 8월 15일   | 게자리          | 7월 21일 ~ 8월 9일    | 20일            | 알 타르프           |
| 사자궁          | 사자자리        | 7월 23일 ~ 8월 22일   | 8월 16일 ~ 9월 15일   | 사자자리        | 8월 10일 ~ 9월 15일   | 37일            | 레굴루스            |
| 처녀궁          | 처녀자리        | 8월 23일 ~ 9월 22일   | 9월 16일 ~ 10월 15일  | 처녀자리        | 9월 16일 ~ 10월 30일  | 45일            | 스피카              |
| 천칭궁          | 천칭자리        | 9월 23일 ~ 10월 22일  | 10월 16일 ~ 11월 16일 | 천칭자리        | 10월 31일 ~ 11월 22일 | 23일            | 주벤에샤마리        |
| 천갈궁          | 전갈자리        | 10월 23일 ~ 11월 22일 | 11월 16일 ~ 12월 15일 | 전갈자리        | 11월 23일 ~ 11월 29일 | 7일             | 안타레스            |
| 인마궁          | 뱀주인자리      | 11월 23일 ~ 12월 24일 | 12월 16일 ~ 1월 14일  | 사수자리        | 12월 18일 ~ 1월 18일  | 32일            | 카우스 오스트랄리스 |
| 마갈궁          | Capricornus     | 12월 25일 ~ 1월 19일  | 1월 15일 ~ 2월 14일   | 염소자리        | 1월 19일 ~ 2월 15일   | 28일            | 데네브 알게디       |
| 보병궁          | 물병자리        | 1월 20일 ~ 2월 18일   | 2월 15일 ~ 3월 14일   | 물병자리        | 2월 16일 ~ 3월 11일   | 24일            | 사달수드            |
| 쌍어궁          | 물고기자리      | 2월 19일 ~ 3월 20일   | 3월 15일 ~ 4월 14일   | 물고기자리      | 3월 12일 ~ 4월 18일   | 38일            | 에타 피스키움       |

지구의 자전축이 기울어져 있기 때문에, 몇 개의 별자리는 다른 것들보다 떠오르는 시간이 오래 걸리며, 적도로부터 더 멀리 떨어져 있는 관찰자일수록 그 차이는 더 큰 것으로 보인다.

## 분점의 세차운동

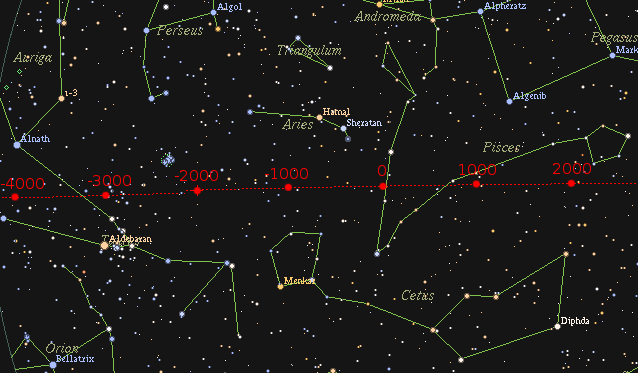
지난 6000년 동안에 황도를 따라 지난 춘분점의 경로

황도대의 체계는 양자리의 시대 동안, 약 2,500년 전에 바빌로니아에서 발전되었다. 그 시기에, 분점의 세차운동이 그 체계에 반영되지 않았으므로, 그것이 알려지지 않았던 것으로 추청된다. 동시대의 좌표계의 사용은 배경 항성들에 고정된 별자리의 항성황도대나 춘분점에 고정된 별자리의 회귀황도대 가운데서 체계의 해석을 선택할 수 있었다.
서양 점성술은 회귀적 접근법을 채택했고, 반면에, 힌두 점성술은 항성적인 것을 채택했다. 그러함은 최초에는 통합되어 있었던 황도대적 좌표 체계가 반시계 방향(서쪽)으로 한 세기마다 1.4도씩의 세차로 점진적으로 멀어짐을 야기한다.
서양 천문학과 점성술에 사용되는 회귀 황도대에서, 그것은 회귀적 양자리의 별자리(sign)가 현재는 물고기자리의 성좌(constellation) 어딘가에 있음("물고기자리의 시대")을 의미한다.
항성황도 좌표계는 축어적으로 아얀은 통과 또는 이동을 의미하고 암사는 작은 부분을 의미하는, 예를 들어, 작은 부분에서의 분점의 이동을 뜻하는 산스크리트어의 단어 아야남사를 계산에 넣는다. 그것은 인도인들이 분점의 세차운동을 알게 되었을 때는 불명확했었지만, 싯단타 쉬로마니에 있는 바스카르 제2장에는 분점 세차운동의 측정을 위한 균차값이 부여되어 있고 그의 값은 문자알라의 균차를 합산한 수리야싯단타의 다소 감소한 균차에 근거한다고 전한다.
기원전 130년에 한때 히파르코스에게 발견되었던 이러한 세차운동 현상에 대해서 헬레니즘 천문학자들이 어떻게 응했는지에 관해서는 아주 명확하지는 않다. 오늘날, 몇몇 사람들은 프톨레마이오스가 고정된 천구에 대한 개념을 버리고 대신에 회귀황도대 좌표계라고 불리는 것을 즉, 멀리있는 항성보다 지구의 계절적 주기에 고정된 것을 채택했다고 해석한다.
시릴 페이건과 같은 일부의 현대 서양 점성가들은 항성황도대의 체계를 옹호하여 회귀황도의 것을 단념할 것을 주장한다.

## 현대 천문학
황도대는 구면적 천구 좌표계이다. 그것은 황도를 기준 평면으로 그리고 춘분 때의 태양의 위치를 본초 자오선으로 명시한다.
천문학에서, 황도대적 성좌는 황도(하를을 가로지르는 태양의 경로)와 황도를 따르는 달과 행성의 경로를 표시하는 편리한 수단이다. 현대 천문학은 태양과 달 그리고 행성의 위치를 예측하기 위해서 각각의 별자리에서 0°도에서 30°까지가 아닌 0°에서 360°까지의 숫자로 된 황도 좌표계의 경도는 예외로, 여전히 회귀적 좌표계를 사용한다.
각개의 별자리들 내의 경도는 1740년에 자크 카시니의 천문표(Tables astronomiques)에서도 여전히 사용되었다.
황도대는 행성을 따라 움직이는 먼지 성질의 황도운(黃道雲)과 태양광의 흩어짐에서 유래한 황도광(黃道光)을 칭하는데 사용되기도 한다.
그 길이가 모두 30도씩인 점성술에서의 황도대 별자리와는 다르게, 천문학의 별자리는 그 크기가 매우 다양하다. 하늘의 모든 별자리에 대한 경계 설정은 1930년에 국제천문연맹(IAU)에 의해서 배치되었다. 그것은 본질적으로 천문학자들의 업무를 더 효율적으로 하기 위해서 천체도를 만든 행사이며, 그러므로, 별자리들의 경계는 황도대의 별자리와 '동등한' 어떤 의미를 지니는 것은 아니다. 천문학자들에 의해서 본래의 열두 별자리에 열세 번째 별자리인 (뱀자리를 지니는) 뱀주인자리가 황도의 영역 안에 배치되었다.

## 기억술
황도의 12별자리를 순서대로 외우기 위한 많은 기억술이 있다. 다음은 전통적인 기억술이다.:
양, 황소, 하늘의 쌍둥이,

그리고 다음엔 게, 사자가 빛나고,

처녀와 천칭,

전갈, 사수, 그리고 염소,

물병을 들고 있는 사람,

그리고 반짝이는 저울에 올려진 물고기.
그리고, 앞 글자만 따서 외우는 방법도 있다. 예: 양황쌍 게사처 천전궁 염물물:
양자리 황소자리 쌍둥이자리

게자리 사자자리 처녀자리

천칭자리 전갈자리 궁수자리

염소자리 물병자리 물고기자리.
라틴어 별자리 이름을 외우는데는 앞의 문자로 시작하는 단어 순서로 구성된 영어 문장을 외우는 방법도 있다.:
- 별자리(라틴어 이름): 양자리(Aries), 황소자리(Taurus), 쌍둥이자리(Gemini), 게자리(Cancer), 사자자리(Leo), 처녀자리(Virgo), 천칭자리(Libra), 전갈자리(Scorpio), 사수자리(Sagittarius), 염소자리(Capricorn), 물병자리(Aquarius), 물고기자리(Pisces)
  - All The Great Constellations Live Very Long Since Stars Can't Alter Physics. →항성이 물리학을 고칠 수 없었던 오래전부터 큰 별자리들이 살고 있다.[30]
  - As The Great Cook Likes Very Little Salt, She Compensates Adding Pepper. →훌륭한 요리사는 소금을 아주 조금만 사용하기 때문에, 그녀는 후추를 더하는 것으로 보상한다.

## 유니코드 문자
그 기호는 유니코드의 기타부호에 코드화되었다.
1. U+2648 ♈: 백양궁 (HTML: &#9800;)
2. U+2649 ♉: 금우궁 (HTML: &#9801;)
3. U+264A ♊: 쌍아궁 (HTML: &#9802;)
4. U+264B ♋: 거해궁 (HTML: &#9803;)
5. U+264C ♌: 사자궁 (HTML: &#9804;)
6. U+264D ♍: 처녀궁 (HTML: &#9805;)
7. U+264E ♎: 천칭궁 (HTML: &#9806;)
8. U+264F ♏: 천갈궁 (HTML: &#9807;)
9. U+2650 ♐: 인마궁 (HTML: &#9808;)
10. U+2651 ♑: 마갈궁 (HTML: &#9809;)
11. U+2652 ♒: 보병궁 (HTML: &#9810;)
12. U+2653 ♓: 쌍어궁 (HTML: &#9811;)

## 같이 보기
- 별자리
- 사이 (점성술)
- 알렉산데르 A. 구르시테인
- 점성술
- 천문 기호
- 항성들의 원
- 황도대의 원소
- 24절기 (황도 상의 24개의 점 (황경 0° 부터 15° 간격으로 나눔))